# Haile Gebrselassie
Haile Gebrselassie (amh. ኃይሌ ገብረ ሥላሴ; ur. 18 kwietnia 1973 w Asseli) – etiopski lekkoatleta, specjalizujący się w biegach na długich dystansach, a także przedsiębiorca i biznesmen, założyciel Marathon Motors Engineering.
Jeszcze do roku 2004 posiadał dwa rekordy świata na 5000 metrów oraz na 10 000 m, które jednak odebrał mu jego rodak Kenenisa Bekele. W cały czas trwającej karierze zdobył dwa złote medale olimpijskie (na igrzyskach w 1996 i 2000 roku, natomiast na igrzyskach w 2004 i 2008 roku był finalistą) oraz osiem tytułów mistrza świata zarówno na otwartym stadionie, jak i w hali. Z powodzeniem startował na dłuższych dystansach – półmaratonach i maratonach. W roku 2006 ustanowił rekord świata w półmaratonie, uzyskując wynik 58:55 (był pierwszym człowiekiem, który pokonał ten dystans w czasie krótszym niż 59 minut).
Startując w czerwcu 2007 w Ostrawie na mitingu Grand Prix IAAF, ustanowił rekord świata w biegu godzinnym. W ciągu 60 minut pokonał dystans 21 km i 285 m (rekord pobity został dopiero w 2020).
28 września 2008 w berlińskim maratonie ustanowił rekord świata na tym dystansie z czasem 2:03:59. 7 listopada 2010 ogłosił zakończenie kariery, lecz po kilku dniach zmienił zdanie i postanowił kontynuować starty. W maju 2015 zakończył karierę, a w listopadzie 2016 został przewodniczącym etiopskiej federacji lekkoatletycznej.

## Rekordy życiowe
| Konkurencja           | Wynik         | Data             | Miejsce             | Uwagi                                       |
| --------------------- | ------------- | ---------------- | ------------------- | ------------------------------------------- |
| Bieg na 1500 metrów   | 3:33,73       | 6 czerwca 1999   | Stuttgart, Niemcy   |                                             |
| Bieg na milę          | 3:52,39       | 27 czerwca 1999  | Gateshead, Anglia   |                                             |
| Bieg na 2000 metrów   | 4:56,1        | 22 sierpnia 1997 | Bruksela, Belgia    |                                             |
| Bieg na 3000 metrów   | 7:25,09       | 28 sierpnia 1998 | Bruksela, Belgia    | 5. wynik w historii światowej lekkoatletyki |
| Bieg na 2 mile        | 8:01,08       | 31 maja 1997     | Hengelo, Holandia   |                                             |
| Bieg na 5000 metrów   | 12:39,36      | 13 sierpnia 1998 | Helsinki, Finlandia |                                             |
| Bieg na 10 000 metrów | 26:22,75      | 1 czerwca 1998   | Hengelo, Holandia   | 3. wynik w historii światowej lekkoatletyki |
| Półmaraton            | 58:55         | 15 stycznia 2006 | Tempe, USA          |                                             |
| Bieg godzinny         | 21 km i 285 m | 27 czerwca 2007  | Ostrawa, Czechy     | do 2020 rekord świata                       |
| Maraton               | 2:03:59       | 28 września 2008 | Berlin, Niemcy      |                                             |